# Rajczichinsk
Rajczichinsk (ros. Райчи́хинск) – miasto w Rosji, w obwodzie amurskim. W 2010 roku liczyło 20 534 mieszkańców.